# Benz Patent-Motorwagen Nummer 1
Benz Patent-Motorwagen Nummer 1 – trójkołowa konstrukcja Karla Benza napędzana czterosuwowym silnikiem benzynowym z elektrycznym zapłonem. Był to pierwszy pojazd w dziejach ludzkości, który w pełni zasługiwał na miano samochodu. Został zaprezentowany po raz pierwszy 3 lipca 1886 roku na ulicy Ringstraße w Mannheim (Niemcy), a opatentowany pod numerem 37435 29 stycznia 1886. Pojazd osiągał maksymalną prędkość 16 km/h.
Karl Benz był pierwszym, który rozpoczął seryjną produkcję aut. 
Pierwszy samochód nie miał skrzyni biegów, lecz prostą przekładnię z mechanizmem różnicowym. Po nieudanych próbach wbudowania ważącego 100 kg silnika do ramy rowerowej Benz zdecydował, że jego pojazd będzie poruszał się na trzech kołach szprychowych. Średnica koła przedniego wynosiła 730 mm, a tylnych 1125 mm. Ramę pierwszego samochodu wykonano ze spawanych giętych rur stalowych. Na niej zamontowano ławkę dla kierowcy i pasażera. Nierówności drogi amortyzowały umieszczone pod nią sprężyny oraz piórowe resory. Metalowe elementy pokryto błyszczącym czarnym lakierem, który do dziś figuruje w ofercie Mercedesa-Benza jako „Schwarz DB 040”. Pojazd wykonano w Mannheim, z wyjątkiem obręczy kół, które zamówiono w wytwórni Adler we Frankfurcie.
Przełomowym momentem dla zainteresowania się pojazdem szerszego grona była udana 106 km podróż Berthy Benz wraz z synami z Mannheim do Pforzheim i z powrotem w sierpniu 1888 modelem Benz Patent Motorwagen Typ 3, który był ulepszoną wersją modelu Nr. 1 i był pierwszą wersją skierowaną do sprzedaży.
W 2011 patent DRP 37435 „Pojazd napędzany silnikiem gazowym” złożony przez Carla Benza w 1886 roku został wpisany na Listę światowego dziedzictwa UNESCO Pamięć Świata.

## Galeria

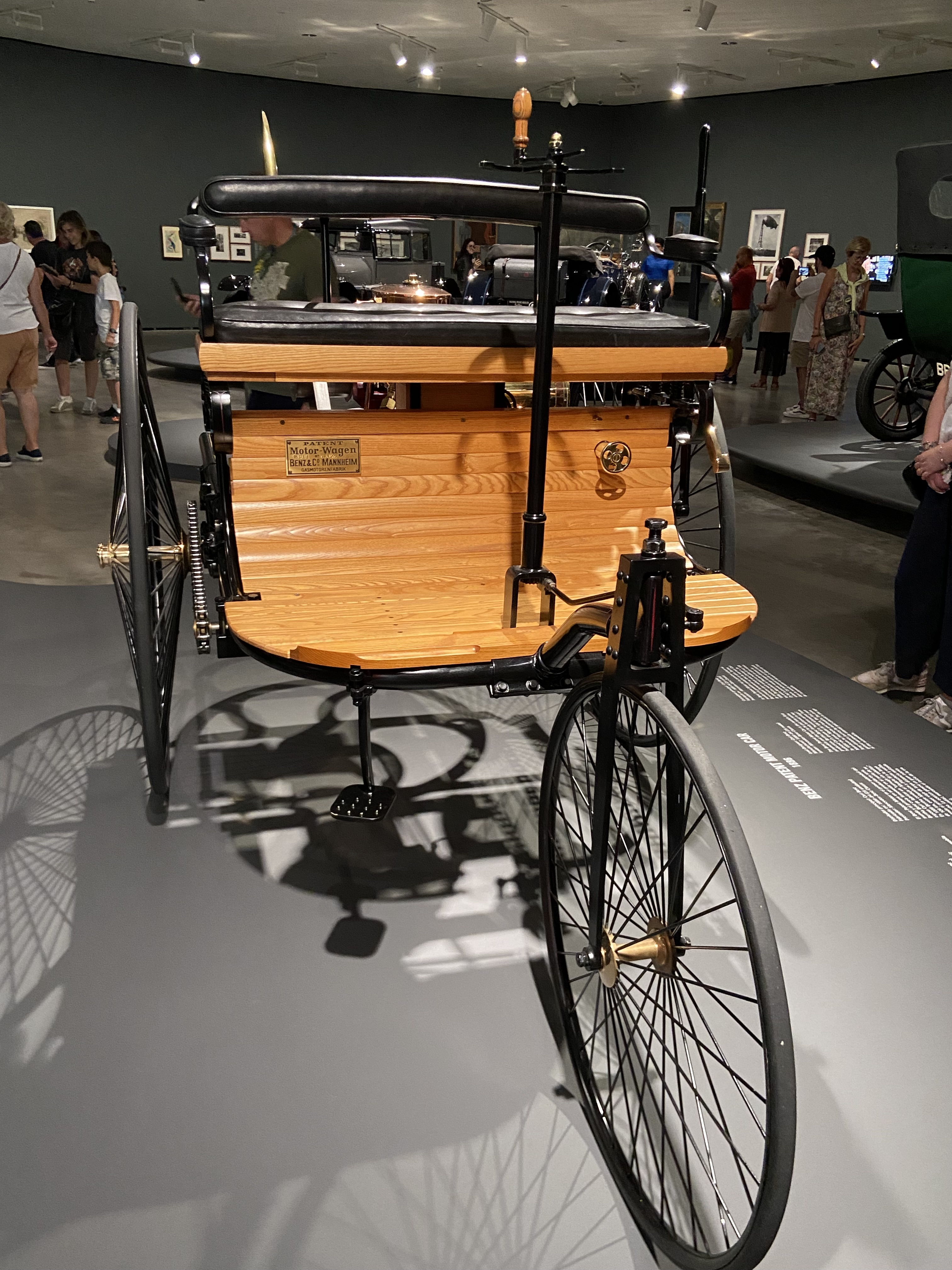
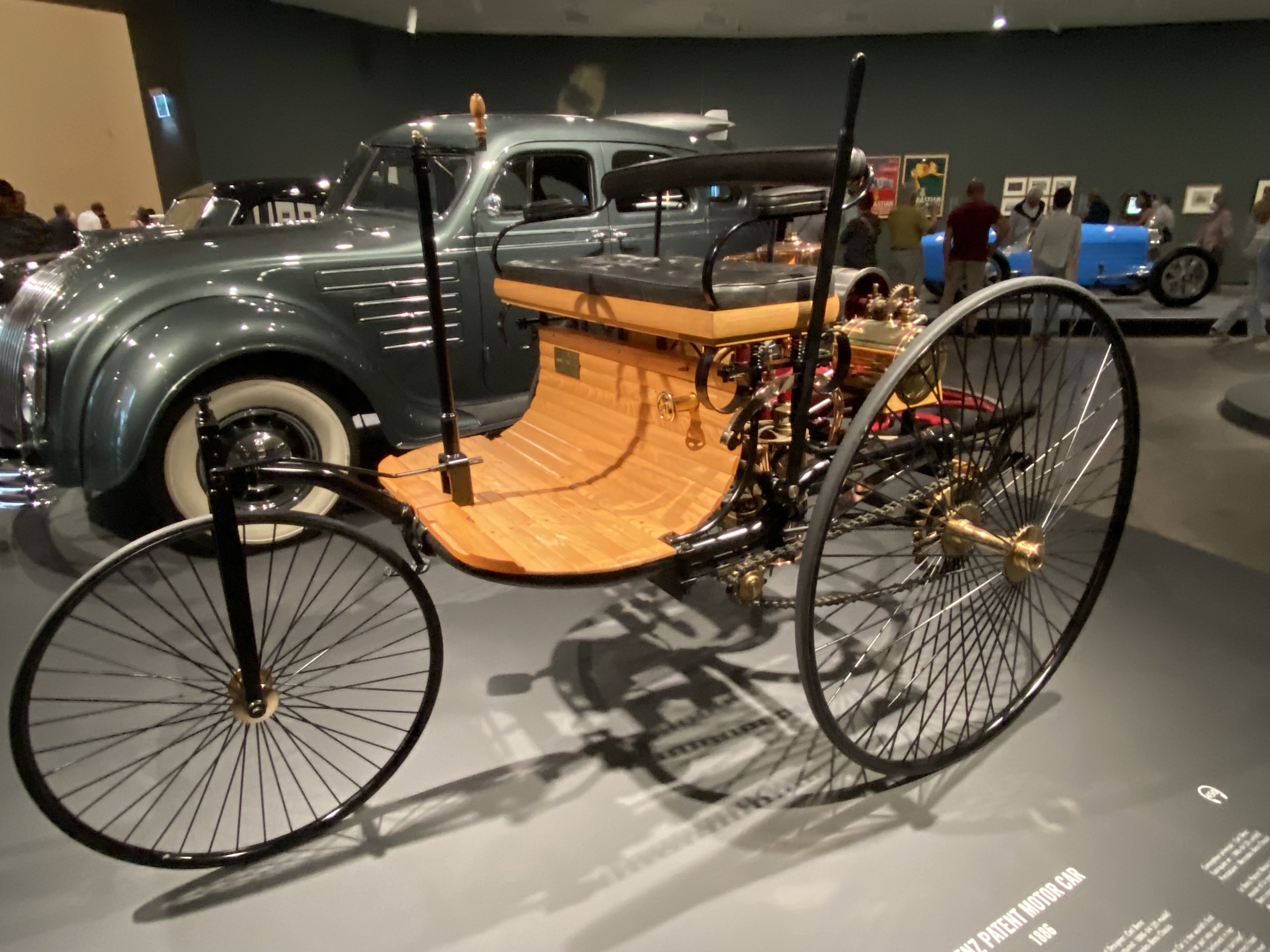
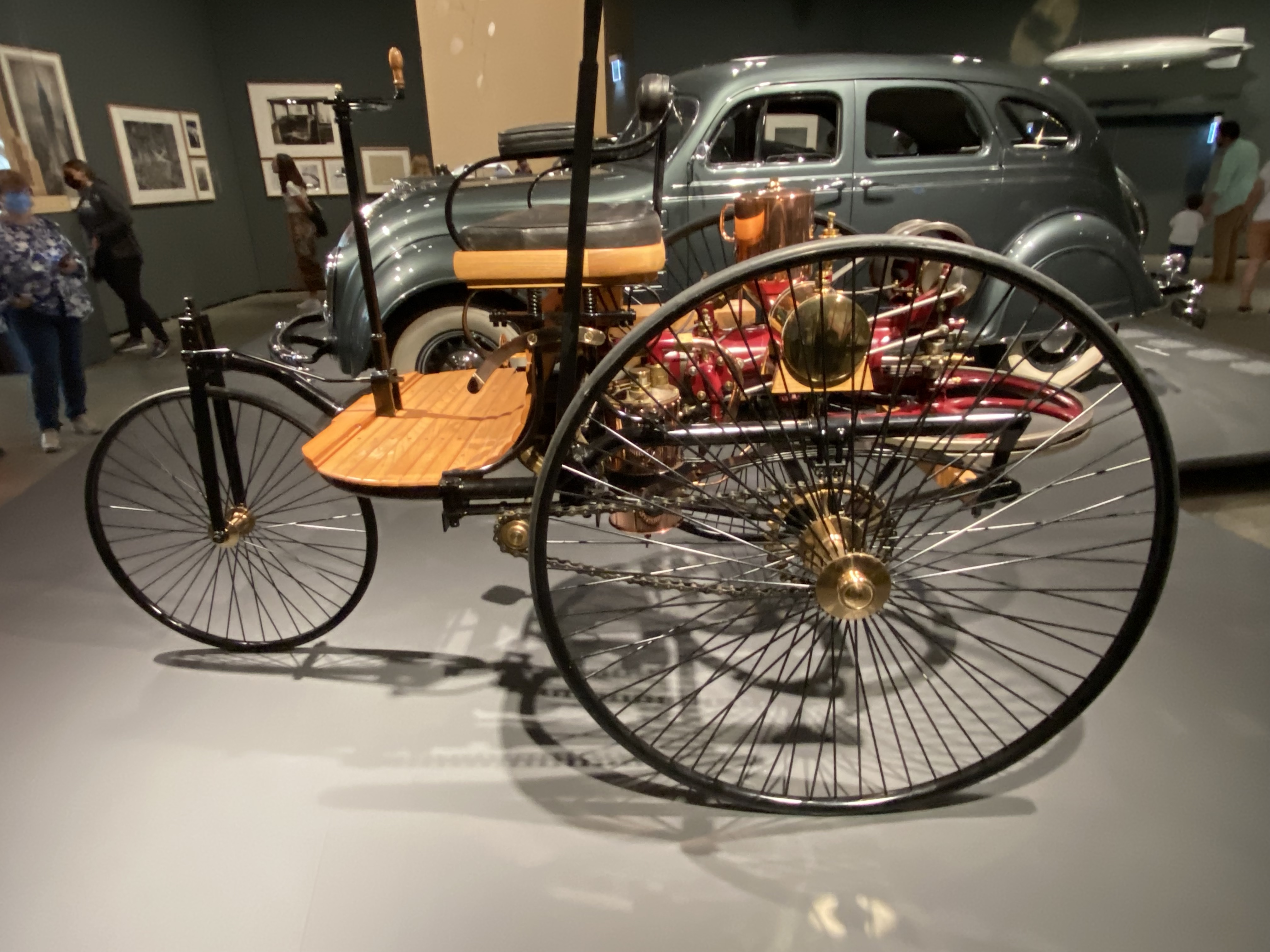
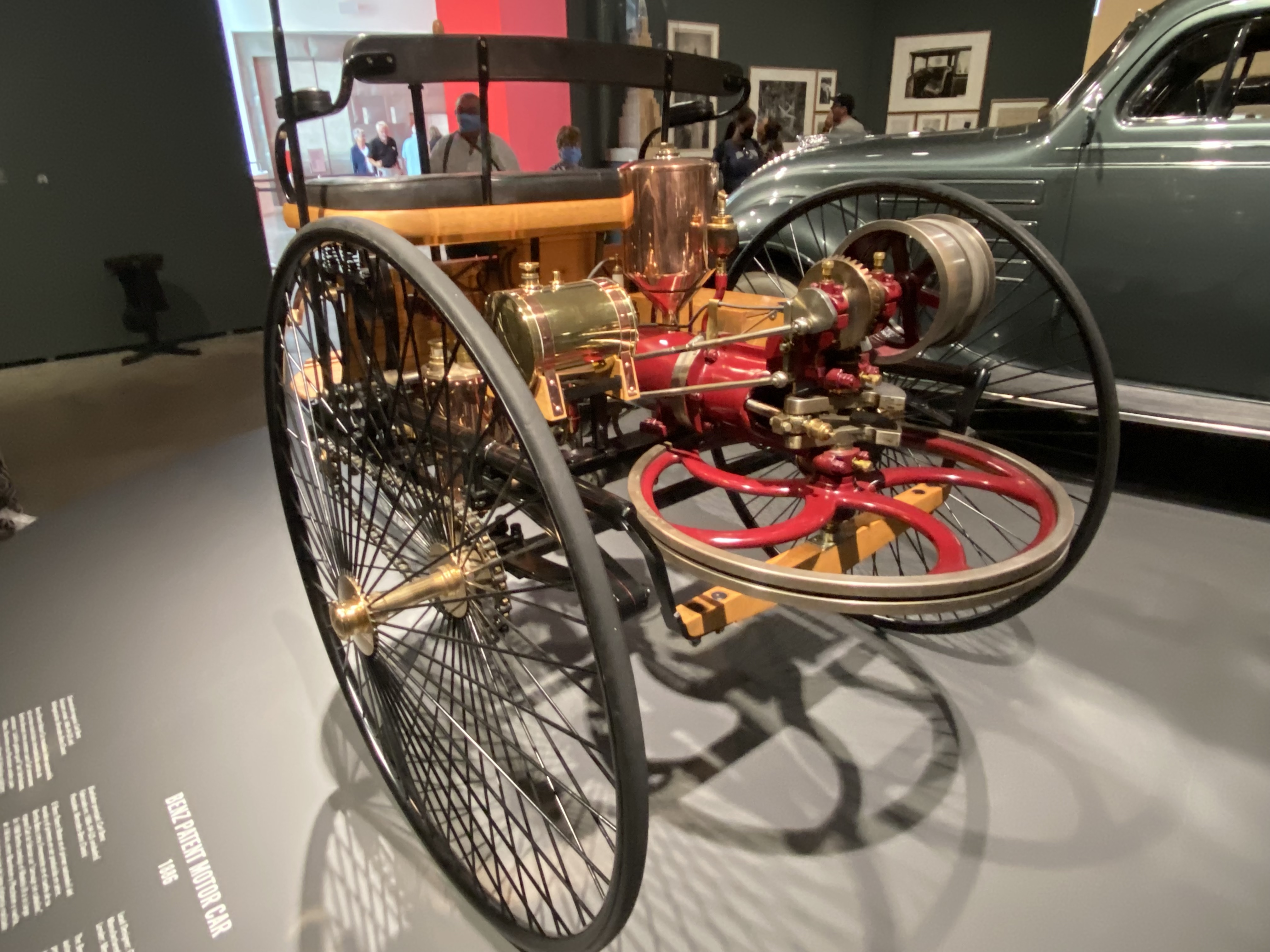
Widok na silnik umieszczony z tyłu pojazdu